# Cambodjaanse Volkspartij
De Cambodjaanse Volkspartij (Khmer: គណបក្សប្រជាជនកម្ពុជា, Kanakpak Pracheachon Kâmpuchéa, KPK; Frans: Parti du peuple cambodgien) is de grootste politieke partij in Cambodja. De partij is sinds 1979 ononderbroken aan de macht in Cambodja.

## Naamgeving
De partij wisselde meerdere keren van naam:
- 28 juni 1951 - 28 september 1960: Revolutionaire Volkspartij van Kampuchea[2]
- 28 september 1960 - 1966: Arbeiderspartij van Cambodja[3]
- 1966 - januari 1979: Communistische Partij van Cambodja[3][4]
- Januari 1979 - 18 oktober 1991: Revolutionaire Volkspartij van Kampuchea[3]
- 18 oktober 1991 - heden: Cambodjaanse Volkspartij

## Geschiedenis
De partij, voortgekomen uit de Cambodjaanse tak van de Indochinese Communistische Partij, werd op 28 juni 1951 opgericht onder de naam Revolutionaire Volkspartij van Kampuchea. Veel invloed had de partij, die het marxisme-leninisme als ideologie had, aanvankelijk niet en de communisten werden vervolgd onder de regimes van prins Norodom Sihanouk (1955-1970) en Lon Nol (1970-1975). De eerste onderdrukte niet alleen de communistische partij, maar wist ook tweedracht binnen de partijgelederen te veroorzaken door enkele (voormalige) communisten op te nemen in zijn regering in ruil voor enkele concessies op sociaal gebied en de belofte om een neutrale buitenlandse koers te varen. Ook mocht er een pro-communistische partij, Pracheachon (Volkspartij), legaal opereren, maar die werd voortdurend dwars gezeten door de geheime politie. Na de machtsgreep van Lon Nol in 1970, waarbij Sihanouk werd afgezet, ontstond er een burgeroorlog tussen het pro-Westerse regime en communistische rebellen. Deze laatste organisatie had zich verbonden met rebellen die trouw waren aan Sihanouk en nationalistische rebellen met als doel het omverwerpen van de regering van Lon Nol.
Binnen de partij traden spanningen aan het licht tussen aanhangers van een pro-Vietnamese/pro-Sovjetkoers en vooral aanhang zocht onder stedelijke arbeiders en de nationaal-communisten, geleid door Pol Pot die anti-Vietnamees/pro-Chinees was en aanhangers had onder boeren. In 1960 werd de partijnaam gewijzigd in Arbeiderspartij van Cambodja, later werd de naam Communistische Partij (1966) aangenomen. De communistische revolutionairen zouden echter wereldwijd bekend worden onder de naam Rode Khmer.

### Terreur van deRode Khmer

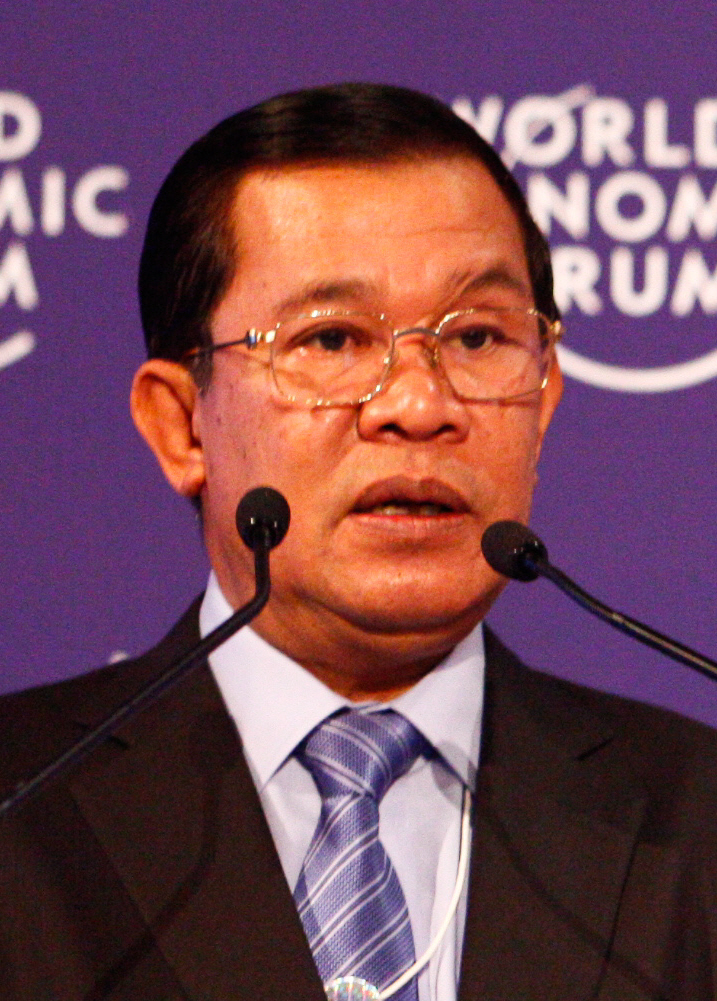
Partijleider Hun Sen, premier van Cambodja tussen 1985 en 2023

In 1975 maakten de Rode Khmer een einde aan het regime van Lon Nol en vestigden een communistische staat, Democratisch Kampuchea. De leiding van het land kwam in handen van de groep rond Pol Pot die zich collectief aanduidde met de naam Angkar ("de Organisatie"). Aanvankelijk werd prins Sihanouk in zijn waardigheid van staatshoofd hersteld, maar in 1976 werd hij opnieuw afgezet en kwam de macht nog steviger in handen van de communistische partij te liggen. Het regime van de Rode Khmer dat aan twee miljoen Cambodjanen het leven kostte, was bijzonder bruut en trachtte van Cambodja een volledige autarkische landbouwstaat te maken waar geen plaats was voor steden. Intellectuelen en non-coöperatieve elementen werden gedood. Dat gold ook voor die communisten die de lijn van Pot Pot weigerden te volgen. Een deel van hen wist echter te ontkomen en hield zich op in de grensstreek met Vietnam. Met behulp van het Vietnamese leger maakten zij in 1979 een einde aan de regering van de Rode Khmer. De aanhangers van Pol Pot wisten echter een groot deel van het land bezet te houden en aanvankelijk gesteund door nationalisten en royalistische (pro-Sihanouk) rebellen wisten zij tot midden jaren 90 stand te houden.

### Volksrepubliek Kampuchea, Koninkrijk Cambodja
De Vietnamese bezettingsmacht, die tot 1989 in het land bleef, installeerde een nieuwe, pro-Vietnamese regering bestaande uit de communistische partij, die nu weer haar oude naam, Revolutionaire Volkspartij aannam (Derde Partijcongres, januari 1979). Hun Sen, in zeker opzicht een pragmaticus, ontwikkelde zich tot de meest invloedrijke leider van de Revolutionaire Volkspartij en in 1985 werd hij premier. Eind 1985 werd hij tevens eerste secretaris van de partij. Staatshoofd werd Heng Samrin, die tevens secretaris-generaal van de Revolutionaire Volkspartij werd. Toen duidelijk was dat het niet mogelijk was om in Cambodja een socialistische staat te vestigen en het feit dat de burgeroorlog met de Rode Khmer uitzichtloos was, drongen de Vietnamezen er bij de Cambodjaanse regering op aan om te onderhandelen met de rebellen, in het bijzonder Sihanouk, hoofd van de coalitie van Rode Khmer, royalisten en nationalisten, om tot een oplossing te komen. Het vredesakkoord van Parijs leidde begin 1989 tot het terugtrekken van het Vietnamese volksleger en in 1991 bezocht Hun Sen Sihanouk in Peking. Datzelfde jaar nam de Revolutionaire Volkspartij afstand van het marxisme-leninisme, beloofde het de monarchie onder Sihanouk te herstellen en een meerpartijendemocratie te introduceren. De huidige partijnaam, Cambodjaanse Volkspartij (KPK) werd aangenomen. Na een overgangsperiode werd in 1993 de monarchie ook daadwerkelijk hersteld. Hun Sen bleef echter premier en de werkelijke machthebber in het land. Nog altijd (anno 2020) is hij minister-president. Van 1993 tot 1997 regeerde de KPK met de FUNCINPEC, een royalistische partij onder leiding van prins Norodom Ranariddh, zoon van de koning. Ranariddh was co-premier van het land. Middels een staatsgreep schoof Hun Sen in 1997 Ranariddh aan de kant. Deze laatste werd als co-premier vervangen door Ung Hout. In 1998 verkreeg de KPK een absolute meerderheid in het parlement en kwam er een einde aan de situatie met de co-premiers: vanaf dat moment heersen Hun Sen en zijn KPK over Cambodja. Bij opeenvolgende verkiezingen behield de KPK haar meerderheid, ondanks dat er vermoedens zijn dat de uitslagen worden gemanipuleerd. In 2013 en 2014 werd er gedemonstreerd tegen de verkiezingsuitslag. De kiesraad noemde de verkiezingsuitslag echter legitiem. In 2015 volgde Hun Sen Chea Sim op als voorzitter van de KPK.
Bij verkiezingen van 2018 wist de KPK alle 125 zetels van de Nationale Vergadering in de wacht te slepen. De Europese Unie en de Verenigde Staten van Amerika omschrijven de verkiezingen als "oneerlijk en onwaardig." Cambodja staat nu bekend als een de facto eenpartijstaat.

## Koepelorganisatie
Naar communistisch gebruik kende de Revolutionaire Volkspartij een koepel- of mantelorganisatie. Deze organisatie droeg de naam Verenigd Front voor Nationale Opbouw en Verdediging (UFCDK), opgericht in 1981, die voort was gekomen uit het Verenigd Front voor Nationale Redding van Kampuchea (FUNSK) die van 1978 tot 1981 bestond. Verschillende massaorganisaties, zoals de Volksrevolutionaire Jeugdunie van Kampuchea en de Revolutionaire Vrouwenassociatie van Kampuchea waren aangesloten bij het UFCDK. Het UFCDK behield de positie van enige toegelaten koepelorganisatie tot 1991, maar bleef daarna bestaan als mantelorganisatie van de Cambodjaanse Volkspartij. In 2006 werd de naam gewijzigd in Front voor Solidariteit en Ontwikkeling van het Cambodjaanse Moederland (SFDCM). Vanaf 1978 bekleedt Heng Samrin het voorzitterschap van de achtereenvolgende organisaties.

## Ideologie

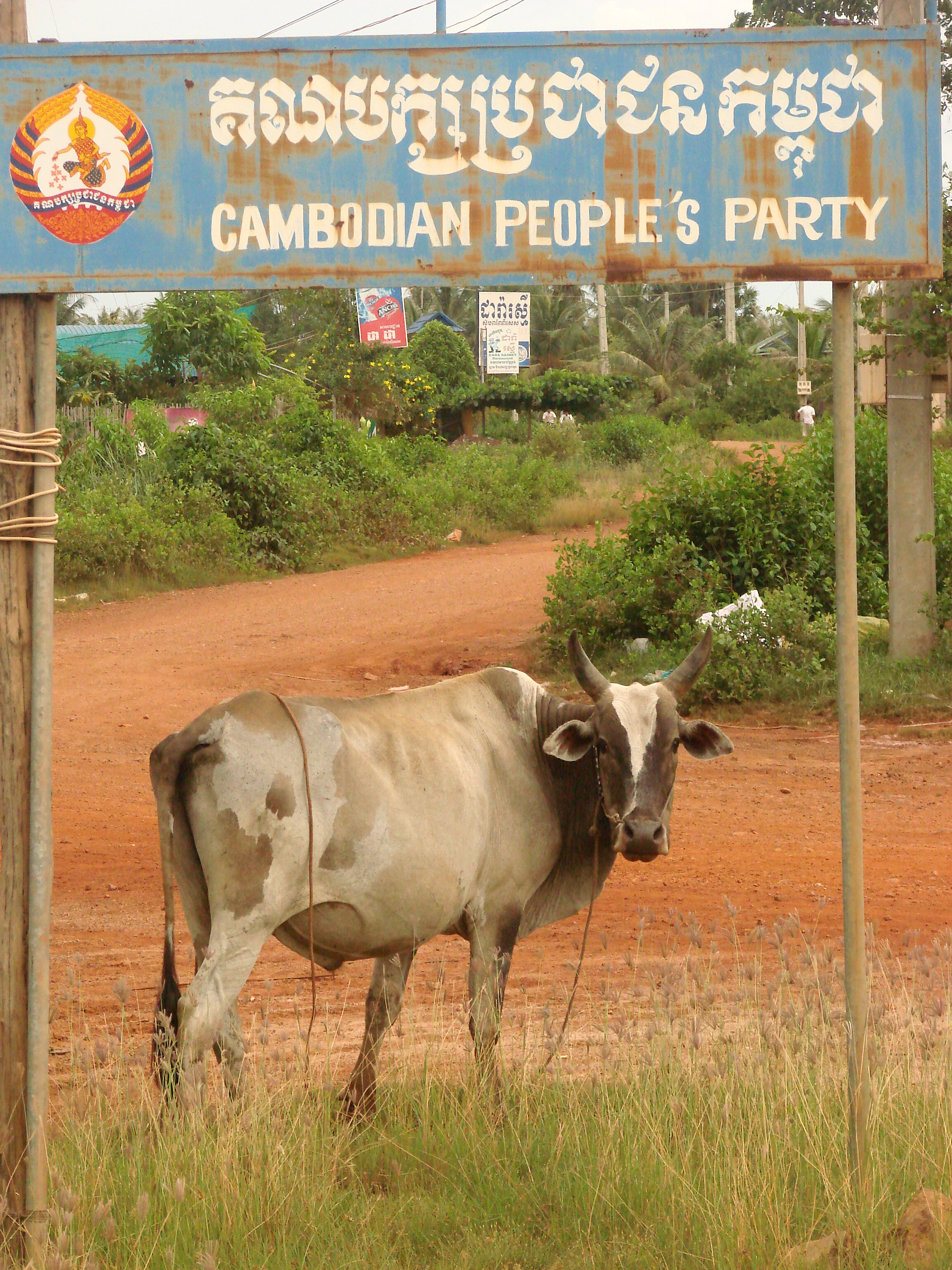
Een reclamebord van de Cambodjaanse Volkspartij in Kampot

De KPK kent geen formele goed omschreven ideologie. De partij steunt de monarchie, is conservatief en staat voor het economisch liberalisme. De partij is naast conservatief en liberaal ook populistisch en nationalistisch georiënteerd. De partij geeft aan een middenkoers te bewandelen tussen extreem kapitalisme en extreem socialisme door te kiezen voor een sociale markteconomie met oog voor de zwakkeren in de samenleving en kiest voor een groen profiel. De KPK wil een humanisme uitdragen gebaseerd op boeddhistische leer.
Tot 1990 was de KPK (onder de naam Revolutionaire Volkspartij van Kampuchea) een marxistisch-leninistische partij. In de fase 1979 tot 1989, tijdens de Vietnamese bezetting, was het tevens de enige toegestane partij in het land. In de periode 1989 tot 1992 werd er eigenlijk moeiteloos afstand gedaan van het marxistische profiel van de partij en wist de partij zich in rap tempo te ontwikkelen tot een conservatieve en nationalistische partij die de planeconomie radicaal heeft doen vervangen door een vrije markt. De partij is aangesloten bij de Centrumdemocratische Internationale.

## Betrekkingen met buitenlandse partijen
De KPK onderhoudt vriendschappelijke betrekkingen met een aantal buitenlandse politieke partijen, zoals de Communistische Partij van Vietnam (nauwe betrekkingen), de Koreaanse Arbeiderspartij, Verenigd Rusland de Liberaal-Democratische Partij van Japan, de Communistische Partij van China en de Laotiaanse Revolutionaire Volkspartij.

## Bestuur
In 1991 werden de oude communistische bestuursorganen van de partij, het centraal comité, het politbureau en secretariaat vervangen door respectievelijk een centraal uitvoerende comité en het permanente comité (samenvoeging politbureau en secretariaat). Formeel ligt de macht in handen van een partijcongres dat het centraal uitvoerende comité kiest. Tot 2015 domineerden drie personen de partij: Hun Sen (plaatsvervangend partijvoorzitter), Heng Samrin (secretaris) en Chea Sim (partijvoorzitter). Dit driemanschap domineerde ook lange tijd het landsbestuur. Chea Sim overleed echter in 2015. De posities van Hun Sen en Heng Samrin blijven onverminderd sterk. In 2018 trad een zoon van Hun Sen, luitenant-generaal Gen. Hun Manet, toe tot het permanente comité van de KPK. Volgens bronnen werd hij klaargestoomd om zijn vader in de toekomst op te volgen als premier. Dit gebeurde uiteindelijk in augustus 2023.

### Partijleiding 1951-heden
| Partijleiders van de Cambodjaanse Volkspartij | Partijleiders van de Cambodjaanse Volkspartij | Partijleiders van de Cambodjaanse Volkspartij | Partijleiders van de Cambodjaanse Volkspartij                                                                                  |
| Afbeelding                                    | Persoon                                       | Periode                                       | Opmerking(en) |
| --------------------------------------------- | --------------------------------------------- | --------------------------------------------- | --- |
|                                               | Tou Samouth                                   | 21 september 1951 - Juli 1962                 | Secr.-gen. Revolutionaire Volkspartij (1951-60), secr.-gen. Arbeiderspartij (1960-62). In 1962 op mysterieuze wijze verdwenen. |
|                                               | Pol Pot                                       | 22 februari 1963 - 6 december 1981            | Secr.-gen. Arbeiderspartij (1963-66), secr.-gen. Communistische Partij (1966-81). V.a. 1979 in oppositie t.o.v. Pen Sovan.     |
|                                               | Pen Sovan                                     | 5 januari 1979 - 5 december 1982              | Secr.-gen. Revolutionaire Volkspartij. In oppositie t.o.v. Pol Pot. In 1981 tevens minister-president.                         |
|                                               | Heng Samrin                                   | 5 december 1981 - 17 oktober 1991             | Secr.-gen. Revolutionaire Volkspartij. Van 1979 tot 1991 tevens staatshoofd.                                                   |
|                                               | Chea Sim                                      | 17 oktober 1991 - 8 juni 2015                 | Voorzitter Cambodjaanse Volkspartij. Van 1992 tot 1993 tevens staatshoofd (a.i.).                                              |
|                                               | Hun Sen                                       | 8 juni 2015 - heden                           | Voorzitter Cambodjaanse Volkspartij. Van 1985 tot 2023 tevens minister-president.                                              |

## Zetelverdeling
| Zetelverdeling Nationale Vergadering | Zetelverdeling Nationale Vergadering | Zetelverdeling Nationale Vergadering | Zetelverdeling Nationale Vergadering |
| jaar                                 | %                                    | zetels                               | totaal                               |
| ------------------------------------ | ------------------------------------ | ------------------------------------ | ------------------------------------ |
| 1981                                 | 90,3                                 | 117                                  | 117                                  |
| 1993                                 | 38,2                                 | 51                                   | 120                                  |
| 1998                                 | 41,4                                 | 64                                   | 122                                  |
| 2003                                 | 47,3                                 | 73                                   | 123                                  |
| 2008                                 | 58,1                                 | 90                                   | 123                                  |
| 2013                                 | 48,8                                 | 68                                   | 123                                  |
| 2018                                 | 76,6                                 | 123                                  | 125                                  |
| Zetelverdeling Senaat                |                                      |                                      |                                      |
| jaar                                 | %                                    | zetels                               | totaal                               |
| 2006                                 | 69,2                                 | 45                                   | 57                                   |
| 2012                                 | 77,8                                 | 46                                   | 57                                   |
| 2018                                 | 95,9                                 | 58                                   | 58                                   |

## Verwijzingen
1. ↑  Huidige naamgeving vanaf 18 oktober 1991
2. 1 2  countrystudies.org/cambodia
3. 1 2 3 4 5 6 7  Ibidem
4. ↑  M.u.v. de groep rond Pol Pot, zij behielden de partijnaam Communistische Partij tot 1981.
5. ↑  Het vijfjarenplan van 1986-1990 leverde niet het gewenste resultaat op, zie: countrystudies.org/cambodia
6. ↑  Human Rights Watch: Systematic Problemens Undermine Elections - 26 juli 2013. Gearchiveerd op 28 maart 2023.
7. ↑  Al Jazeera: Cambodia rejects call for poll fraud inquiry 30 juli 2013
8. ↑  Algemeen Dagblad: Kiesraad noemt verkiezingen Cambodja legitiem september 2013
9. ↑  A. Hoekstra: De Groene Amsterdammer: Verkiezingen veranderen Cambodja in eenpartijstaat 8 augustus 2018. Gearchiveerd op 26 oktober 2020.
10. ↑  www.idc-cdi.com/
11. ↑  D. Tsvetkov: Russia, Cambodia: Fruitful interaction, Khmer Times, 12 juni 2018
12. ↑  Bangkok Post: Cambodian leader's eldest son advances in succession stakes -20 december 2018. Gearchiveerd op 9 juni 2023.